# Ormyrus eugeniae
Ormyrus eugeniae is een vliesvleugelig insect uit de familie Ormyridae. De wetenschappelijke naam is voor het eerst geldig gepubliceerd in 1955 door Risbec.